# 진정령
《진정령》(중국어 간체자: 陈情令, 정체자: 陳情令, 병음: Chén Qíng Lìng 천칭링, The Untamed[*])은 2019년 6월 27일부터 8월 20일까지 텐센트 비디오에서 방영된 중국의 작가 묵향동후(중국어: 墨香铜臭)가 쓴 BL소설을 원작으로 하는 웹 드라마 시리즈로, 16년 전 과거에서 현재에 이르기까지의 일련의 사건과 수수께끼를 밝혀내 진범을 추적해가는 모습을 그린다.

## 등장 인물

### 주요 인물
| 이름           | 소개 |
| 위무선(魏无羡) | - 배우 이름: 샤오잔(중국어: 肖战, 한자음: 초전) - 생년월일: 1991년 10월 5일(33세) - 출생지: 중국 충칭시 - 배역: 자(字)-무선(无羡) / 이름-위영(魏婴) / 호(号)-이릉노조(夷陵老祖) / 패검-수편(隨便) / 피리-진정(陳情) - 공식색:《肖战: 빨간색》 - 배우 정보: 중국의 연예 기획사 와지지와 엔터테인먼트 소속의 X구소년단의 멤버. |
| 남망기(蓝忘机) | - 배우 이름: 왕이보(중국어: 王一博, 한자음: 왕일박) - 생년월일: 1997년 8월 5일(27세) - 출생지: 중국 허난성 뤄양시 - 배역: 자(字)-망기 / 이름-남잠(蓝湛) / 호(号)-함광군(含光君) / 패검-피진(避尘) / 고금-망기금(忘机琴) - 배우 정보: 한국, 중국의 연예 기획사 위에화 엔터테인먼트 소속의 유니크의 멤버.                      |

### 고소 남씨(姑苏蓝氏)
| 이름           | 소개 |
| 남희신(蓝曦臣) | - 배우 이름: 류하이콴(중국어: 刘海宽, 한자음: 류해관) - 생년월일: 1994년 8월 3일(30세) - 출생지: 중국 지린성 창춘시 - 배역: 고소 남씨의 종주이자 남망기의 형, 자(字)-희신(曦臣) / 이름-남환 / 호(号)-택무군 / 패검-삭월(朔月) / 퉁소-열빙(裂冰) |
| 남사추(蓝思追) | - 배우 이름: 정판씽(중국어: 郑繁星, 한자음: 정번성) - 생년월일: 1998년 9월 5일(26세) - 출생지: 중국 후난성 - 배역: 자(字)-사추(思追) / 이름-남원(蓝愿) - 공식색:《郑繁星: 번성색》                                                              |
| 남경의(蓝景仪) | - 배우 이름: 구오청(중국어: 郭丞, 한자음: 곽승) - 생년월일: 1994년 8월 18일(30세) - 출생지: 중국 쓰촨성 - 배역: 이름-경의(景仪) - 공식색:《郑繁星: 승남색》                                                                                     |
| 남계인(蓝启仁) | - 배우 이름: 황즈텅(중국어: 黄子腾, 한자음: 황자등) - 생년월일: 1970년 5월 15일(55세) - 출생지: 중국 - 배역: 고소 남씨의 종주는 아니나 현 종주인 남희신의 숙부로, 고소 남씨의 웃어른 대접을 받음.                                               |
| 남익(蓝翼)     | - 배우 이름: 리루오텅(중국어: 李若彤, 한자음: 이약동) - 생년월일: 1973년 8월 16일(51세) - 출생지: 중국 상하이시 - 배역: 오래 전 고소 남씨의 종주,                                                                                               |

### 운몽 강씨(云梦江氏)
| 이름             | 소개 |
| 강징(江澄)       | - 배우 이름: 왕쥬오청(중국어: 汪卓成, 한자음: 왕탁성) - 생년월일: 1996년 9월 19일(28세) - 출생지: 중국 장시성 주장시 - 배역: 운몽 강씨의 종주이자 위무선의 사제, 자(字)-만음(晚吟) / 호(号)-삼독성수(三毒圣手) / 패검-삼독(三毒) / 채찍-자전(紫电) - 공식색:《汪卓成: 탁성색》 |
| 강염리(江厌离)   | - 배우 이름: 쉬엔루(중국어: 宣璐, 한자음: 선로) - 생년월일: 1991년 1월 15일(34세) - 출생지: 중국 장쑤성 난징시 - 배역: 운몽 강씨의 종주인 강징의 친누나이며 위무선의 사저 |
| 강풍면(江枫眠)   | - 배우 이름: 루젠민(중국어: 陆剑民, 한자음: 육검민) - 생년월일: 1963년 8월 23일(61세) - 출생지: 중국 - 배역: 운몽 강씨의 전 종주이자 강징과 강염리의 아버지 |
| 우 부인(虞 夫人) | - 배우 이름: 장징통(중국어: 张净桐, 한자음: 장정동) - 생년월일: 1963년 8월 23일(61세) - 출생지: 중국 - 배역: 결혼 전에는 미산 우씨, 강징과 강염리의 어머니이며, 이름-우자연(虞紫鸢) / 자(字)-자지주(紫蜘蛛)                                                                    |

### 난릉 금씨(兰陵金氏)
| 이름           | 소개 |
| 금광요(金光瑶) | - 배우 이름: 주잔진(중국어: 朱赞锦, 한자음: 주찬금) - 생년월일: 1995년 9월 16일(29세) - 출생지: 중국 하이난성 충하이시 - 배역: 16년 후 난릉 금씨의 종주, 이름-맹요(孟瑶) / 호(号)-염방존(敛芳尊) / 패검-한생(恨生)        |
| 금릉(金凌)     | - 배우 이름: 치페이신(중국어: 漆培鑫, 한자음: 칠배흠) - 생년월일: 1997년 5월 25일(28세) - 출생지: 중국 - 배역: 금자헌과 강염리의 아들이자 강징의 조카, 자(字)-여란(如兰) / 패검-세화(岁华)                                |
| 금자헌(金子轩) | - 배우 이름: 차오위천(중국어: 曹煜辰, 한자음: 조욱진) - 생년월일: 1993년 3월 15일(32세) - 출생지: 중국 간쑤성 란저우시 - 배역: 난릉 금씨의 차기 종주였으며 금릉의 아버지, 패검-세화(岁华) - 공식색:《曹煜辰: 머큐리블루》 |

### 기산 온씨(岐山温氏)
| 이름         | 소개 |
| 온녕(温宁)   | - 배우 이름: 위빈(중국어: 于斌, 한자음: 우빈) - 생년월일: 1991년 7월 3일(33세) - 출생지: 영국령 홍콩 - 배역: 기산 온씨의 방계이자 위무선이 데리고 다니는 지능 있는 흉시, 자(字)-경림(琼林) / 호(号)-귀장군(鬼将军) - 공식색:《于斌: 우빈색》 |
| 온정(温情)   | - 배우 이름: 멍쯔이(중국어: 孟子义, 한자음: 맹자의) - 생년월일: 1995년 12월 5일(29세) - 출생지: 중국 지린성 창춘시 - 배역: 기산 온씨의 의원이자 온녕의 누나.                                                                                 |
| 온조(温晁)   | - 배우 이름: 허펑(중국어: 贺鹏, 한자음: 하붕) - 생년월일: 1989년 8월 21일(35세) - 출생지: 중국 지린성 창춘시 - 배역: 기산 온씨의 차남, 위무선을 지독하게 괴롭힘.                                                                             |
| 온약한(温晁) | - 배우 이름: 시우칭(중국어: 修庆, 한자음: 수경) - 생년월일: 1975년 4월 11일(50세) - 출생지: 중국 - 배역: 기산 온씨의 마지막 종주이자 5대 가문세가의 선문.                                                                                    |

### 청하 섭씨(清河聂氏)
| 이름           | 소개 |
| 섭회상(聂怀桑) | - 배우 이름: 지리(중국어: 纪李, 한자음: 기리) - 생년월일: 1997년 3월 16일(28세) - 출생지: 중국 후베이성 황강시 - 배역: 16년 후 청하 섭씨의 종주, 청하 섭씨는 검이 아닌 도를 다루는데 섭회상은 도를 다루지 않음. - 공식색:《纪李: 오렌지》 |
| 섭명결(聂明玦) | - 배우 이름: 왕이죠우(중국어: 王翌舟, 한자음: 왕익주) - 생년월일: 1989년 12월 18일(35세) - 출생지: 중국 - 배역: 청하 섭씨의 전 종주, 호(号)-적봉존(赤锋尊) / 패도-패하(霸下)                                                              |

### 의성(义城)[10]
| 이름           | 소개 |
| 설양(薛洋)     | - 배우 이름: 왕하오쉬엔(중국어: 王皓轩, 한자음: 왕호헌) - 생년월일: 1995년 9월 2일(29세) - 출생지: 중국 쓰촨성 청두시 - 배역: 자(字)-설성미(薛成美) / 패검-강재(降灾) - 공식색:《王皓轩: 머스타드》                                       |
| 효성진(晓星尘) | - 배우 이름: 송지양(중국어: 宋继扬, 한자음: 송계양) - 생년월일: 1998년 1월 26일(27세) - 출생지: 중국 랴오닝성 단둥시 - 배역: 호(号)-명월청풍(明月清风) / 패검-상화(霜华) - 공식색:《宋继扬: 핑크》                                        |
| 아천(阿菁)     | - 배우 이름: 천쥬오쉬엔(중국어: 陈卓璇, 한자음: 진탁선) - 생년월일: 1997년 8월 13일(27세) - 출생지: 중국 구이저우성 구이양시 - 배역: 장님인 척하며 소매치기를 일삼다가 효성진을 만난 뒤 같이 다니게 됨. - 공식색:《陈卓璇: 오광십화이트》 |
| 송람((宋岚)    | - 배우 이름: 리보웬(중국어: 李泊文, 한자음: 이박문) - 생년월일: 1992년 12월 24일(32세) - 출생지: 중국 장시성 구강시 - 배역: 효성진의 절친한 벗, 이름-송람(宋岚) / 호(号)-오설능상(傲雪凌霜) / 패검-불설(拂雪) - 공식색:《李泊文: 암록색》 |

## 여담
- 진정령을 제작하면서 감독이 주연 외에는 대부분 과감히 신인을 캐스팅했는데, 진정령이 대박나면서 신인들도 한 번에 얼굴을 알리게 된 케이스가 많다. 다행히 신인 배우들이 연기 논란이 없어서 그럴 수도. 중국은 물론 국내에서도 팬층이 점차 생기고 있다. 주연 배우들의 팬층은 이미 어느정도 두꺼워진 상태.
- 중국에서 진정령이 대박을 치면서 콘서트를 열었는데, 열면서 진정소년이라는 6인조 보이그룹을 만들었다.
- 고장 분장 탓인지 배우들의 나이를 비교하다 보면 놀라는 사람들이 많다. 예를 들어 남희신 배우와 남경의 배우가 동갑이라거나,[12] 효성진 배우와 남사추 배우가 동갑이라거나,[13] 강징과 금릉의 배우가 한 살 차이라던가.[14] 당장 공동 주인공이자 친구 관계인 위무선과 남망기를 연기한 샤오잔[15]과 왕이보부터가 6살 차이다.
- 원작 소설의 망선(忘羡)과 대응하는 주제가인 무기(无羁)에는 드라마의 두 주인공의 이름이 담겨있다.
- 드라마 종영 이후 스핀오프 작품으로 온녕과 남사추가 주인공인 '진정령: 생혼'이 공개되었고, 금광요와 청하 섭씨 형제가 주인공인 '진정령: 난백'이 공개되었다.
- 유일하게 '섭회상'역인 기리 배우는 성우 없이 본인의 목소리로, 후시 녹음에 참여하였다.
- 중국은 사투리가 워낙 많고 보통화와 많이 달라서 드라마에서 대사를 전달할 때는 성우들이 후시 녹음을 한다.
- 웬만한 드라마나 영화들이 다 그렇지만 캐릭터와 배우간의 성격 차가 큰 경우가 많다. 그러다보니 오프 더 레코드 사진이나 영상에서는 꽤 훈훈한 모습을 많이 보인다. 예를 들어 남희신, 금광요, 섭명결 역의 배우들이 서로에게 모기약을 뿌려주거나 휴대용 선풍기를 쐬며 엎드려 있는 위무선 배우에게 강징 배우가 옷을 덮어주는 시늉을 하는 식으로. 남망기 배우는 아예 위무선 배우에게 까부는 모습도 종종 보인다. 이 때문에 위무선 배우가 남망기의 배우와 어울려주다 중간에 지치는 모습이 많다. 또 남망기 배우인 왕이보가 블랙핑크의 뚜두뚜두를 추는 것을 남희신 배우가 흥미롭게 보기도 한다.

## 논란
- 샤오잔, 왕이보, 류해관, 정번성, 구오청, 기리, 주찬금, 조욱진, 우빈, 맹자의, 왕탁성, 송지양, 요서호, 이박문, 진탁선, 칠배흠[16] 등 진정령의 배우 대다수가 웨이보 2019년 홍콩 민주화 운동에 대해 홍콩 경찰을 지지하는 글을 올렸다. 그러나 이는 현재 중국 본토에서 활동하고 있는 연예인들 대부분이 해당하는 사항으로 단순히 진정령 출연 배우들만의 문제라고는 볼 수 없다.[17] 이에 그치지 않고 진정령 배우들은 항미원조, 신장면화 지지하는 웨이보 게시글을 올리기도 하였다.
- 배우 칠배흠이 전 여자친구를 임신시킨 후 일방적으로 연락을 무시하여 전 여자친구가 이를 공론화 한 적이 있었다.국내 기사